# Matteo Trentin
Matteo Trentin (* 2. srpna 1989) je italský profesionální silniční cyklista jezdící za Tudor Pro Cycling Team. Je specialistou na hromadné dojezdy, dokáže však zvládat i horské etapy.
Původně se věnoval cyklokrosu, v roce 2007 se stal juniorským mistrem Itálie a na mistrovství světa v cyklokrosu 2010 skončil devátý v závodě do 23 let.
V roce 2011 začal jezdit za profesionální tým silničářů Deceuninck–Quick-Step a v první sezóně vyhrál závody Gran Premio della Liberazione a Trofeo Alcide Degasperi. V letech 2015 a 2017 zvítězil v závodě Paříž-Tours, v roce 2017 na Grand Prix Impanis-Van Petegem a v roce 2019 na Trofeo Matteotti. Na etapovém závodě Kolem Valonska vyhrál v roce 2016 bodovací soutěž. Patří mezi cyklisty, kteří dokázali získat etapové vítězství na každé z Grand Tours: tři etapy vyhrál na Tour de France, jednu na Giro d'Italia a čtyři na Vuelta a España. Na Giro d'Italia 2016 byl vyhlášen nejbojovnějším závodníkem. Na Tour de France 2019 skončil celkově na 52. místě. V letech 2015 až 2019 byl nositelem ocenění Ruban Jaune pro cyklistu s nejvyšší průměrnou rychlostí v dálkovém závodě.
Na mistrovství světa v silniční cyklistice obsadil v roce 2017 v individuálním závodě čtvrté místo. V roce 2018 se stal mistrem Evropy v závodě s hromadným startem. Na MS 2018 obsadil s týmem Mitchelton-Scott páté místo v časovce družstev. Na mistrovství světa v silniční cyklistice 2019 získal v závodě jednotlivců stříbrnou medaili, když se dlouho držel ve vedoucí skupině a v závěrečném spurtu podlehl Madsi Pedersenovi z Dánska.

## Výsledky na Grand Tours
| Grand Tour      | 2013 | 2014 | 2015 | 2016 | 2017 | 2018 | 2019 | 2020 | 2021 | 2022 | 2023 | 2024 |
| --------------- | ---- | ---- | ---- | ---- | ---- | ---- | ---- | ---- | ---- | ---- | ---- | ---- |
| Giro d'Italia   | 117  | —    | —    | 74   | —    | —    | —    | —    | —    | —    | —    | 82   |
| Tour de France  | 142  | 93   | 117  | —    | DNF  | —    | 52   | 79   | —    | —    | 107  | —    |
| Vuelta a España | —    | —    | —    | —    | 84   | 125  | —    | —    | 80   | —    | —    |      |

| —   | Nezúčastnil se |
| DNF | Nedokončil     |